# Rathaus (Greenlaw)

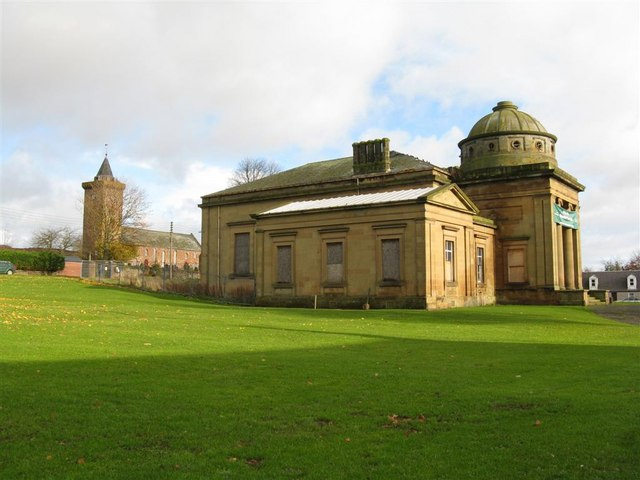
Rathaus von Greenlaw

Das Rathaus von Greenlaw befindet sich in der schottischen Ortschaft Greenlaw in der Council Area Scottish Borders. 1971 wurde das Bauwerk in die schottischen Denkmallisten in die höchste Denkmalkategorie A aufgenommen.

## Beschreibung
Das Rathaus liegt an der Einmündung der High Street (A697) im Zentrum von Greenlaw. Einst beherbergte es auch das örtliche Gericht. Auswärtige Richter und Anwälte übernachteten im gegenüberliegenden Hotel Castle Inn. Das Gebäude wurde zwischen 1829 und 1831 nach einem Plan des schottischen Architekten John Cunningham erbaut. Für die Kosten kam William Purves-Hume-Campbell, 6. Baronet auf. Die südexponierte Frontseite des klassizistisch gestalteten Gebäudes ist fünf Achsen weit. Mittig tritt ein Portikus mit zwei ionischen Säulen hervor. Darüber erhebt sich eine markante Kuppel. In dieser war ein feuergeschützter Raum untergebracht, welcher der Lagerung wichtiger Akten diente. Die flankierenden Pavillons treten leicht hervor.